# La Mort de Cambyse
 (juillet 2025).
Pour plus de détails, voir Fiche technique et Distribution.
La Mort de Cambyse est un film muet français réalisé par Louis Feuillade, sorti en 1909.

## Distribution
- Alice Tissot
- Christiane Mandelys
- Maurice Vinot